# Oldegaarde (Rotterdam)
De Oldegaarde is een weg in Charlois op Rotterdam-Zuid. De weg verbindt de Groene Kruisweg via de Zuiderparkweg met de Vaanweg. Het vormt de noordelijke grens van de wijken Pendrecht en Zuidwijk en de zuidelijke grens van het Zuiderpark. Er bevinden zich veel voetbalclubs aan de Oldegaarde: SV DEHMusschen, Spartaan'20, De Egelantier Boys en RVV Kocatepe.
De weg is vernoemd naar een havezate in de Drentse plaats Dwingeloo: Oldengaerde. De weg werd in 1949 tegelijk met de bouw van de eerder genoemde wijken aangelegd. Op 15 september 1950 werd de straatnaam bij een besluit van het B&W vastgesteld. In 2007 werd de Oldegaarde versmald van 2×2 rijstroken naar 2×1 rijstrook, naar een nieuw verkeersbeleid van de gemeente Rotterdam.
Afrikaanderplein ·
Atjehstraat ·
Beijerlandselaan ·
Brede Hilledijk ·
Brielselaan ·
Boulevard Zuid ·
Charloisse Lagedijk ·
Coen Moulijnweg ·
Dordtselaan ·
Dordtsestraatweg ·
Dorpsweg ·
Goereesestraat ·
Groene Hilledijk ·
Groene Kruisweg ·
Grondherendijk ·
Katendrechtse Lagedijk ·
Kerkwervesingel ·
Kromme Zandweg ·
Laan op Zuid ·
Lange Hilleweg · 
Maastunnelplein ·
Mijnsherenlaan ·
Oldegaarde ·
Oranjeboomstraat ·
Pendrechtseweg ·
Plein 1953 ·
Pleinweg ·
Pretorialaan ·
Prins Hendrikkade ·
Riederlaan · 
Rosestraat ·
2e Rosestraat .
Slinge ·
Smeetlandsedijk · 
Stadionweg ·
Stieltjesplein ·
Stieltjesstraat ·
Strevelsweg ·
Vaanweg ·
Veerlaan ·
Vondelingenweg ·
Wilhelminakade ·
Wilhelminaplein ·
Zuiderpark ·
Zuiderparkweg ·
Zuidplein
Ring Rotterdam · S100 · S101 · S102 · S103 · S104 · S105 · S106 · S107 · S108 · S109 · S110· S111· S112· S113 · S114· S115· S116 · S117 · S118 · S120 · S121  · S122 · S123 · S124 · S125 · S126